# Jean Messagier
Jean Messagier (Parijs, 13 juli 1920 – Montbéliard, 10 september 1999) was een Franse schilder, beeldhouwer, graficus en dichter.
Messagier had zijn eerste solotentoonstelling in Parijs in Galerie Arc-en-Ciel in 1947. Van 1945 tot 1949 werkte hij onder invloed van Pablo Picasso, André Masson, Paul Klee en François Desnoyer, zijn leraar aan de École nationale supérieure des arts décoratifs in Parijs. Messagier toonde zijn werk opnieuw bij een tentoonstelling die Charles Estienne in 1952 in de Galerie de Babylone organiseerde, getiteld "La Nouvelle École de Paris" (De Nieuwe School van Parijs). Het jaar daarop brak Messagier met zijn expressionistische vorm van postkubisme; zijn inspiratiebronnen waren nu gericht op Jean Fautrier en Pierre Tal-Coat om een persoonlijke visie te ontwikkelen waarin hij licht trachtte abstract weer te geven. Het werk van Jean Messagier wordt vaak geassocieerd met lyrische abstractie, tachisme, nuagisme, art informel en paysagisme abstrait, hoewel de kunstenaar zelf nooit labels accepteerde en altijd het onderscheid tussen abstractie en figuratie had geweigerd. Van 1962 tot het jaar van zijn dood exposeerde Jean Messagier in Frankrijk en in het buitenland, en nam deel aan enkele belangrijke internationale evenementen als vertegenwoordiger van nieuwe stromingen in de Franse schilderkunst.

## Leven en carrière

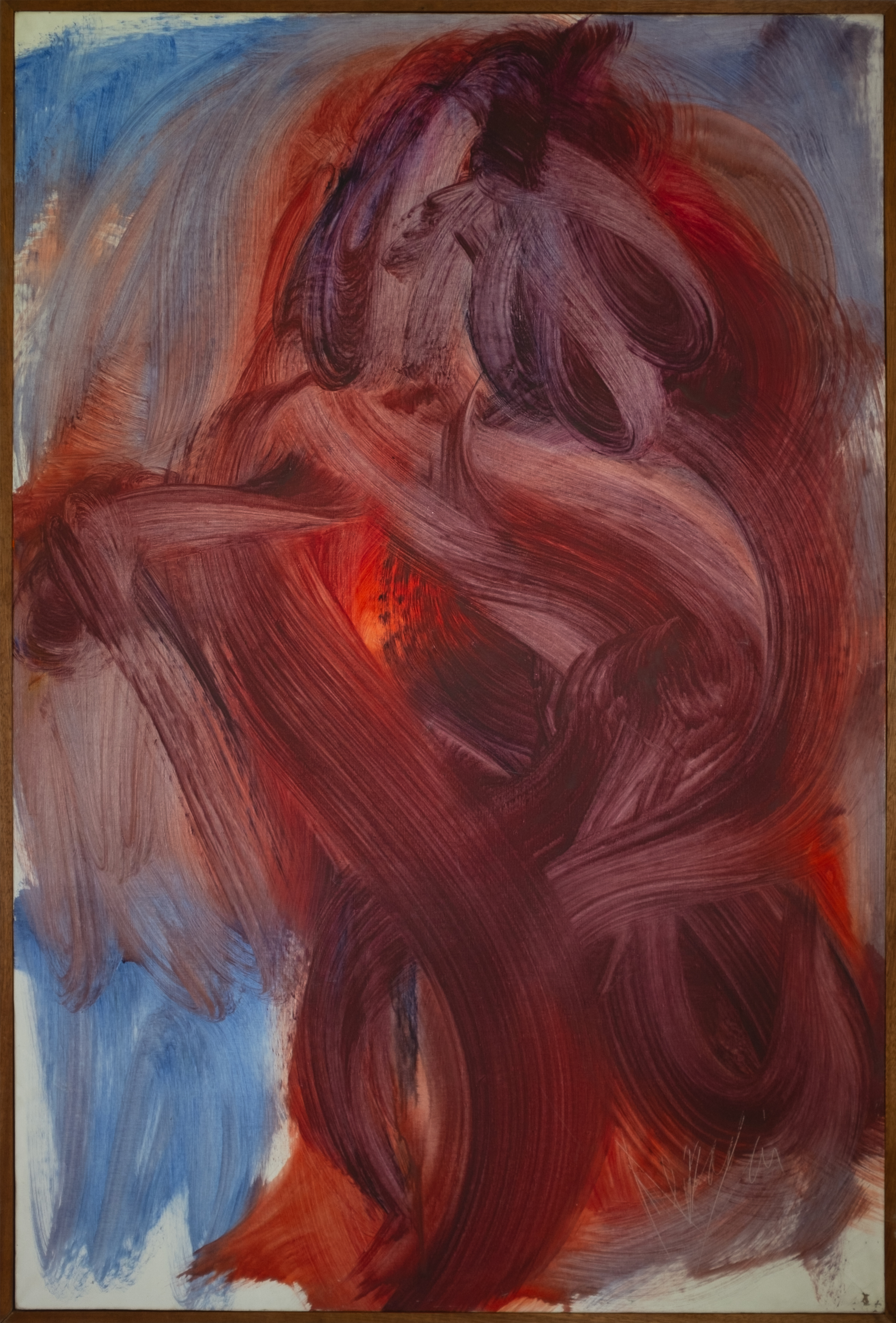
Jean Messagier 1966 après-midi Lodewijk XIV, 130 x 88 cm, privécollectie

Jean Messagier bracht zijn jeugd door in Parijs en Franche-Comté, waar hij zijn eerste figuratieve aquarellen en tekeningen (1940); portretten en landschappen maakte. Hij exposeerde voor het eerst in een groepstentoonstelling op de Salon des Moins de Trente Ans in Parijs (1941), daarna nam hij deel aan Parijse salons: Salon des Moins de Trente Ans, Parijs, 1941–51; Salon d'Automne, 1947-1952; Salon de Mai, 1948-1953; Jeune Gravure Contemporaine, 1950; Jonge schilders van de Ecole de Paris, Royal Scottish Academy, Edinburgh, 1952; Mostra dell'Incisione Francese Contemporanea, Milaan, 1953; Galerie L'Étoile scellée en Galerie Craven, Parijs, 1953. Messagier zou vervolgens te zien zijn op groepstentoonstellingen in Duitsland, Zürich, Florence, Brussel, Londen en het Solomon R. Guggenheim Museum in New York. Hij zou ook deelnemen aan de Salon des Réalités Nouvelles, Salon Comparaisons, Peinture informelle (naast Jean Fautrier, Hans Hartung, Jean-Paul Riopelle, Mark Tobey, Wols ) en de Salon d'Octobre waarvan hij een van de oprichters was.
Na zijn opleiding aan de Large-Chênois in Montbeliard verhuisde Messagier naar Parijs. Aan de l'Ecole Nationale des Arts Décoratifs in Parijs waren onder meer Roland Oudot, Maurice Brianchon, Raymond Legueult en François Desnoyer zijn leermeesters. Tegelijkertijd studeerde hij bij Paul Valéry, de dichter aan het Collège de France. In 1943 hield Jean Messagier zijn eerste solotentoonstelling in het Château de Montbéliard.
In 1944 huwde Jean met de keramiste Marcelle Baumann (eveneens studente aan Les Arts Déco). In 1947 realiseerde hij zijn eerste sculpturen, die tentoongesteld werden op de Salon d'Automne in Parijs en een solotentoonstelling in de Galerie Arc-en-Ciel in Parijs. Na korte verblijven in Italië en Algerije kregen de twee in 1949 hun eerste kind, Matthieu (die later dichter zou worden). Messagier exposeerde vervolgens in 1952 in de Galerie de Babylone onder de titel "La Nouvelle École de Paris" (De Nieuwe School van Parijs), georganiseerd door Charles Etienne, een kunstcriticus die de woordvoerder zou worden van de nieuwe lyrische en expressionistische beweging. Etienne beschreef Messagier als een Robinson Crusoe van de naoorlogse beweging.
Messagier was medeoprichter van de Salon d'Octobre in Parijs en exposeerde daar in 1952 en 1953. In 1954 beviel Marcelle van hun tweede zoon, Thomas (die later taxidermist zou worden). In die tijd woonde het gezin in het hart van Parijs, aan de Rue Pierre et Marie Curie 8. In 1958 werd hun derde zoon, Simon, geboren. Tegen die tijd was er in de pers een nieuwe woordenschat verschenen die de nieuwe vorm van schilderen beschreef: art autre, art lyrique, tachiste, paysage abstrait, nouveau primitivisme, l'informel waren de gebruikte termen. Het gebaar van het schilderen zelf werd de creatieve daad. Schilderen was niet langer een activiteit gericht op een esthetische productie. L'informel werd de dominante expressie van die tijd, niet alleen onder critici, dichters en kunstenaars, maar ook onder wetenschappers en filosofen, zoals Merleau-Ponty en Bachelard, en psychiaters gericht op fenomenologie die post-Freudiaanse theorie gebruikten om te spreken over "paysage intérieur", het interne landschap van de persoonlijkheid. Schilderen (en tekenen) werd voor Messagier het medium waardoor het universum sprak. Natuurlijke vormen werden geobserveerd en vervangen door schilderijen waarin de krachten van de natuur konden worden ervaren.
Tussen 1953 en 1956 introduceerde Messagier in zijn beeldtaal een soort symmetrie die meer in de geest was van de dichter W. Blake an bij de constructivisten. Zijn schilderijen uit deze periode tarten de wetten van de zwaartekracht en lijken zich buiten de ruimtetijd te bevinden. Ze roepen een toestand van schijndood op, een droomwereld zoals die door Mallarmé is bedacht. De vormen die hij tot dan toe schilderde, maakten plaats voor grote, onbestemde vlakken monochrome kleur, die Messagiers toewijding aan de natuur, de lucht en het licht tot uitdrukking brengen. In de loop der jaren werd zijn gebaar steeds losser en bereikte het zijn hoogtepunt in de jaren zestig met brede en elegante netwerken van lussen of wolken (nuages) die zich onvermoeibaar omwikkelen en vermengen.
Voor Messagier moest een kunstenaar een sociaal betrokken zijn. In 1962 organiseerde Messagier zijn eerste grote feest om zijn nieuwe studio te openen. De studio was ontworpen door architect Jean-Louis Veret, leerling van Le Corbusier naast een oude molen in de buurt van "les Trois Cantons" aan de voet van de Charrot-brug over de rivier de Doubs. Iedereen was uitgenodigd: ambtenaren van de lokale overheid, bevriende kunstenaars uit Parijs (waaronder Bram van Velde, Samuel Beckett, Serge Poliakoff en Pierre Alechinsky), bekende galeriehouders, handelaren, verzamelaars en de hele bevolking van het dorp.
In 1962 vertegenwoordigde Jean Messagier Frankrijk op de 31e Biënnale van Venetië, samen met Alfred Manessier, Serge Poliakoff, Andrew Marfaing en James Guitet (met Jean-Paul Riopelle namens Canada, Kumi Sugai namens Japan, Alberto Giacometti namens Zwitserland, Jan Müller en Louise Nevelson namens de Verenigde Staten). Datzelfde jaar schilderden Jean Messagier en Pierre Alechinsky samen een doek met daarop teksten van de kunstcriticus Charles Estienne.
Tussen 1963 en 1965 maakte Messagier grassculpturen, sneeuwtekeningen en won hij een prijs voor zijn inzending voor Pour un été, La Monnaie de Paris. In 1964 nam hij deel aan de Pittsburgh International Exhibition of Contemporary Painting and Sculpture. Een jaar later, vertegenwoordigde hij  Frankrijk samen met vier andere kunstenaars op de 8e Kunstbiënnale van São Paulo.  Vanaf het jaar daarop organiseerde Messagier een jaarlijkse schietwedstrijd en werd hij volwaardig lid van het Comité National de la Gravure Française. In 1967 nam hij opnieuw deel aan de internationale tentoonstelling in Pittsburgh.
en de uitgave van een serie kunstpostzegels en werkte hij mee aan een fresco voor de Salon de Mai in Parijs. Hij werd onderscheiden met de Chevalier de l'Ordre des Arts et Lettres en exposeerde in 1978 op de 7e Biënnale van Alexandrië voor de Middellandse Zeelanden.
Titels, die vaak direct in het geschilderde oppervlak zijn aangebracht, vormen een fundamenteel aspect van Messagiers schilderijen. De titel wordt onderdeel van het werk en opent de verbeelding van de toeschouwer voor het plezier dat de kunstenaar wil delen.
De term paysagisme abstrait  zou kunnen worden gebruikt voor een proces waarbij de kunstenaar het 'ritme' van een landschap aanvoelt en probeert vast te leggen. Dit ritmeconcept wordt expliciet genoemd door een aantal schilders, naast Messagier, Jean René Bazaine, Raoul Ubac en Zao Wou Ki. Het ritme van het landschap wordt door de kunstenaar ervaren en door het gebaar tot uitdrukking gebracht; iets wat de toeschouwer op zijn beurt als beleving ervaart. Het landschap is een directe inspiratiebron, het moet gevoeld worden.
In de winter van 1969 werkte Messagier een techniek uit die hij "le Gel" noemde in een poging een aantal composities te perfectioneren waarbij de natuur zelf (bijvoorbeeld temperatuur, hydrometrie, condensatie en ontbinding) zou ingrijpen in het proces.  Deze schilderijen zijn buiten zijn atelier bij de Moulin de Lougres gemaakt. Voor Messagier was het proces vergelijkbaar met het beeldhouwen van lucht: de werken werden replica's van de lucht zelf, beïnvloed door vloeistof. Zowel vaste als vloeibare stoffen zouden zich vermengen, de een zou uit de ander geboren worden. Zijn doel was de verzoening tussen kunst en leven, tussen mens en natuur. Zowel abstractie als figuratie kunnen een rol spelen. Dit was niet de confrontatie van de menselijke natuur met de natuur zelf, maar de versmelting van de twee.  Vanaf het begin van de jaren vijftig stelde Messagier het nut van het debatteren over de concepten abstractie en figuratie ter discussie. Nu waren ze allebei overtroffen.
Vanaf de jaren 1970 riep Messagier gelijktijdig beelden op uit de populaire cultuur zoals Goldorak, Marsupilami, Betty Boop, of beroemde figuren als Lady Diana of Greta Garbo, en schudde hij zonder schaamte zijn meesters op door Delacroix, Matisse en Picasso te citeren. In deze jaren 1970-80 schilderde hij de prachtige trivialiteit van gebakken eieren, radijsjes, reusachtige mille-feuilles en de poëzie van klaprozen, madeliefjes, rijp, monotypes met directe afdrukken van bladeren of kant. In 1982 schilderde hij de cover van een Jimmy Hendrix-album. Na de experimenten van de jaren 1970-80 zou hij zich in 1988-90 wenden tot een nieuw gebaar, waarbij brede penseelstreken en heldere kleuren met glitters alle energie van de kunstenaar condenseren.

## Nalatenschap
Messagier had zich ondergedompeld in de wereld van het leven en de natuur. Zijn gebaren zijn leven, zijn kleuren zijn indrukken en sensaties van de natuur. Zijn werk werd door de criticus Jean-Luc Daval omschreven als "de ware nouvelle figuration". Als reactie op Picasso's zin "Ik zoek niet, ik vind" zou Messagier een paar jaar voor het einde van zijn leven krabbelen: "Ik vind niet, ik zoek." In deze zin, schrijft Alexandre Rolla, "geeft Jean Messagier enkele aanwijzingen over de aard van het gebaar", het standpunt dat hij zijn hele leven verdedigde en in zijn hele oeuvre waarnam, "een kronkelend pad dat vandaag de dag zou moeten worden verkend, om uiteindelijk het belang van dit werk in de kunstgeschiedenis te overwegen".

## Geselecteerde werken
- Nature morte (1944–45), privécollectie
- Les Arroseurs (1947), privécollectie
- Femmes aux Nasses (1947), privécollectie, Parijs
- Promeneurs (1947), privécollectie
- Jeune Filles a la Casacade (1949), privécollectie
- La Rivière (1951), Dijon, Museum voor Schone Kunsten
- Haute promenade (1954), Dijon, Musée des beaux-arts
- Plaine battante (1956), Grenoble, Musée de Grenoble
- Novembre cerné (1959), Vitry-sur-Seine, Musée d'art contemporain du Val-de-Marne
- Antichambre pour une plage (1960), Dijon, Musée des beaux-arts
- Mai à palier (1962), Vitry-sur-Seine, Musée d'art contemporain du Val-de-Marne
- Clef de mars (1963), privécollectie
- Sous les standbeelden d'Italie (1963), Dijon, Musée des beaux-arts
- Théâtre des marionnettes (1963), Dijon, Musée des beaux-arts
- Paul Valéry (1965), Dijon, Musée des beaux-arts
- Louis XIV l'apres midi (1966), privécollectie
- Lodewijk XIV (1966), Dijon, Museum voor Schone Kunsten [22]
- Aube à bijoux (1967), Dijon, Musée des beaux-arts
- Printemps du monde (1967), Dijon, Musée des beaux-arts
- Monstres d'été (1967), privécollectie
- Mesdemoiselles Printemps (1968), Marseille, Musée Cantini
- La Messagiere (1969), St Paul de Vence, Fondation Maeght [23]
- Le Sexe des Vallées (1970), Dijon, Musée des beaux-arts
- Portret van Kathleen et Pierre Granville (1973), Dijon, Musée des beaux-arts
- Projet pour onze straffen de gala (1975), Marseille, Musée Cantini
- Picasso aurait dû pêcher à Antibes met les Marsupilamis en Betty Boop (1982), Antibes, Musée Picasso
- Waterloo à Java (1983), privécollectie
- Le grand équipage du Val-de-Marne (1986), Vitry-sur-Seine, Musée d'art contemporain du Val-de-Marne [24]
- Les grands grillons (1990), privécollectie
- Enchevêtrements dirigés (1993), Musée d'art contemporain du Val-de-Marne

- Jean Messagier: 31 juillet-8 août, 1943, Musée du Château de Montbéliard, 1943
- Solomon R. Guggenheim Museum, New York, Younger European painters: a selection, exhibition catalogue, 2 December 1953 - 21 February 1954
- Jean Messagier: 23 avril au 13 mai, 1954, Palais des beaux-arts (Brussels, Belgium), 1954
- Frank Elgar, Cercle Volney, Jean Messagier, Paris, 1955
- Charles Estienne, Catalogue de l'Exposition Jean Messagier, Peintures et aquarelles à la Galerie André Schoeller Jr., Paris, 1960
- Charles Estienne, Jean Messagier: Quinze années de peinture, oeuvres de 1947 a 1962, 8 au 30 novembre 1963, Galerie André Schoeller Jr., Galerie Bernheim-Jeune, Paris, 1963
- Jean Messagier, monotypes: 12 mars-11 avril 1964, Galerie Edwin Engelberts, Éditeur La Galerie, 1964
- Annette Michelson, Jean Messagier, Choix d'Estampes 1945-1966, Engèlberts, 1966
- Œuvres récentes de Jean Messagier: Galerie André Schoeller, Paris, novembre/décembre, Paris, 1967
- Jean Messagier: sculptures, 1948 - 1969, 23 avril - 17 mai 1969, Galerie Knoedler, Paris, 1969
- Pierre Cabanne, Jean Messagier, Éditions du Temps, 1969
- Danièle Giraudy, Cantini 69 [i.e. soixante-neuf]: naissance d'une collection, Numéro 2, Musée Cantini, 1969
- Jean Messagier: exposition, mai-juin 1973, Galerie Ariel, Paris 8e, Galerie Beno d'Incelli, Paris 8e, Editions Galerie Ariel, 1973
- Entretien de Jean Messagier avec Daniel Meiller et Patrick Le Nouene—Biographie, expositions, bibliographie. ISBN 2700400089
- Messagier, Putman, Alpers, Nouene, Messagier, les estampes et les sculptures: 1945-1974, Arts et métiers graphiques, Y. Rivière, 1975
- Les dévelofixers: exposition, Jean Messagier, Fondation Claude-Nicolas Ledoux, 1976
- Jean Messagier: parcours d'un peintre de 1949 à 1979, Musée Granet (Aix-en-Provence, Bouches-du-Rhône), 25 juillet-30 septembre 1980, Maison de la culture d'Amiens, Centre national de recherche, d'animation et de création pour les arts plastiques (Le Creusot, Saône-et-Loire), 1979
- Jean Messagier, Roger Meier, Anne Cuneo, André Ramseyer, Editions de la Prévôté, 1979
- Galeries nationales du Grand Palais, Jean Messagier: Galeries Nationales du Grand Palais, Paris, 13 novembre 1981 - 11 janvier 1982
- Jean Messagier: Musée Despiau-Wlérick et Dubalen (Mont-de-Marsan), exposition, juin-août 1983
- École du Louvre, Image et signification, Documentation française, 1983, pp. 275–280
- Jean Messagier, Feuilles de mille-feuilles, Fata Morgana, 1984
- Jean Messagier à St-Ursanne, 16 juin au 18 août 1984, diffusion Société jurassienne d'émulation, 1984
- Ante Glibota, Jean Messagier: bourgeons de papier, croquis 1940-1985, Editions galerie d'art international, 1985
- Jean Messagier: oeuvres choisies entre 1945-1985, Exposition, Musée d'Art Contemporain, Dunkerque, 1985
- Jean Messagier au Musée de Brou: Bourg en Bresse, 5 octobre-17 novembre 1985
- Traces de visites, C. Tchirakadzé, Evelyne Salmon, Jean Messagier, Musée du Château de Montbeliard, 1986
- Le grand cortège de Jean Messagier: installations thermoformées et lieux créés par Jean Messagier, Ministère de la Culture, Direction des Musée de France, Association générale des conservateurs des collections publiques de France, Association des Conservateurs de Franche-Comté Paris Art Center, 1987
- Jean de Bengy, Jean-Michel Alberola, François Mitterrand, Comme un coursier indompté, Jean-Michel Alberola, Pierre Alechinsky, Gilles Aillaud, Avigdor Arikha, Jean-Charles Blais, Pierre Buraglio, Jean Messagier, Rouan, Dominique Bozo, Jean-Michel Foray, Centre national des arts plastiques, 1989
- Jean Messagier, Le Grand défroissement, Fata Morgana, 1989
- Jean Messagier: 1947-1990, du 16 Juin au 16 Septembre 1990, Musée Toulouse-Lautrec, 1990, ISBN 2901284205, 9782901284208
- Messagier à la Galerie Katia Granoff, Édition Katia Granoff (Paris), 1990
- Jean Messagier, Météores quotidiens, Fata Morgana, 1992
- Cimaise, Volume 41, Numéros 228 à 233, 1994
- Jean Messagier, Edition Arts et dialogues européens, 1995
- Jean Messagier, Le gel, 1995
- Jean Messagier: magicien d'imaginaires, expositions, Saline Royale d'Arc-et-Senans, 15 mai-3 août 1997, Musée Gustave Courbet, Ornans, 7 juin-31 octobre 1997, Jean-Jacques Fernier, Musée Gustave Courbet Ornans, Doubs, Fondation Claude-Nicolas Ledoux, 1997
- Messagier, Estampes: Exposition Au Musee de Gravelines, 30 Novembre 1997 au 1er Fevrier 1998, Musée de Gravelines, 1997
- Jean Messagier, Tous les pollens du monde, Volume 38 de L'Art en écrit, Éditeur Jannink, 1998, ISBN 2902462514, 9782902462513
- Matthieu Messagier, Jean Messagier, oeuvres graphiques: (1943 - 1998); Musée Baron Martin de Gray, du 16 juin au 11 septembre 2000
- Jean Messagier, 1920-1999: portes pour une joie, Musée Paul Valéry (Sète, Hérault), 2004
- Jean Messagier: la nature au creux de la main, Montbéliard (Doubs), Musée du Château (Montbéliard), Musée d'art et d'histoire (Belfort), ADAGP, 2006
- Jean Messagier: traces, Néo éditions, 2006, ISBN 2914741324, 9782914741323
- Nouvelles de l'Estampe, Numéros 203 à 208, Comité national de la gravure française, Bibliothèque nationale (France). Cabinet des estampes, 2006, pp. 61–64
- Richard Leydier, Alain Jouffroy, Jean Messagier, Le Cercle d'art contemporain, Cercle d'Art, 2007, ISBN 2702208053, 9782702208052